# Tilopa
Tilopa (988-1069), maître indien de la tradition du bouddhisme tantrique et du Mahāmudrā, est l'un des maillons de la Lignée du Rosaire d´Or. Son nom vient du mot sanskrit signifiant « graine de sésame » car il gagnait sa vie en broyant du sésame pour en extraire l'huile. Il est un des quatre-vingt-quatre Mahāsiddha,.

## Biographie
Tilopa naquit dans une famille brahmane dans la ville de Jako à l'Est du Bengale. Les astrologues et devins mandés par ses parents annonçaient un être exceptionnel, qui deviendrait soit un grand homme de pouvoir, soit un être éveillé.
Alors qu’il a huit ans, une dakini apparait auprès de lui et de sa mère, conseillant de lui apprendre les écritures : Tilopa apprend les bases de la pratique et de la doctrine préliminaire du Hinayana, puis du Mahayana. Plus tard, la dakini lui réapparait quand il est seul et lui annonce qu’il est le fils de Chakrasamvara et de Vajrayogini, et qu’elle le sait car elle est sa sœur, Déterma (tibétain : བདེ་སྟེར་མ་, Wylie : bde ster ma, « qui donne la félicité »). Pour comprendre tout ceci, elle lui ordonne d’aller trouver un gourou à Salabéhari, au charnier de Somapuri. C’est là qu’il reçoit ses premiers enseignements du Vajrayana auprès de son premier maitre, Saryapa, puis la transmission de pouvoir de Guhyasamaja du géant Matangi.
Fondateur de la lignée Kagyü, il reçoit des instructions sur le yoga de rêve de Saryapa, sur le yoga du corps illusoire de Nagarjuna, sur l’esprit lumineux de Lawapa, et de la chaleur interne et du tantra de Chakrasamvara de la dakini Karpo Sangmo. Ces quatre sources constituent le mahamoudra.
La pratique tantrique d’union étroite du pratiquant avec la déité est mal perçue par les moines des monastères de l’époque, donc Tilopa est forcé de vivre comme un moine errant pendant douze ans. Il finit par garder sa pratique secrète, et être le protecteur la nuit de Darima, une prostituée du marché de Panchapana, où il pile le jour des graines de sésame le jour pour en extraire l’huile, d’où son nom (tila, « sésame »). Après six ans de cette double activité, Darima finit par comprendre qui Tilopa est vraiment, et quand il confirme cela, elle se retrouve libérée.
Plus tard, il reçoit d’autres enseignements sur le mahamoudra, sur une ile de dakinis, au centre d’un mandala de Vajrayogini. C’est ainsi qu’il put fonder sa propre lignée de transmission. Tilopa eut un grand nombre de disciples éminents, dont Naropa (1016-1100) qui devint le détenteur de la lignée. Naropa aurait trouvé Tilopa guidé par une dakini qui lui serait apparue. C'est ainsi qu'il partit à la recherche de son professeur qu'il rencontra en voyageant vers l'Est. Pendant son apprentissage avec Tilopa, il fut soumis à des épreuves considérables. Toutefois, Naropa persévéra et atteignit la maîtrise des enseignements qu'il reçut. Le disciple tibétain de Naropa, Marpa le traducteur, porta ses enseignements au Tibet où il devint le père fondateur de la lignée Kagyüpa.

## Enseignements
Les enseignements de Tilopa nous sont parvenus grâce à leur traduction en tibétain. Comme nombre de maîtres kagyüpa, ils sont rédigés sous forme de poèmes : 
« Sur la voie cachée du joyau qui accomplit les souhaits, la voie qui conduit au royaume de l'arbre paradisiaque, l'immuable,
 
Délie la langue des muets,

Interromps le cours du Samsara, la croyance en un ego,

Reconnais ta vraie nature comme une mère connaît son enfant.
Ceci est l'intelligence transcendante qui se connaît d'elle-même, au-delà des mots, l'objet de la non-pensée.

Moi, Tilopa, n'ai pas de point de référence ;

Comprends ceci comme se révélant en soi à soi-même. 
N'imagine pas, ne pense pas, ne discrimine pas ;

ne médite pas, n'agis pas, mais sois en paix.

Ne sois pas concerné par quoi que ce soit.

Cette spiritualité souveraine, lumineuse, dans laquelle il n'y a pas de mémoire pour te préoccuper

ne peut être appelé chose. »

### Œuvres
- Mar-pa Chos-kyi Blo-gros, The Life of the Mahāsiddha Tilopa, trad. Fabrizio Torricelli et Acharya Sangye T.Naga, Dharamsala, Library of Tibetan Works and Archives, 1995.
- Kunkhyen Pema Karpo, The Life of Tilopa (XVIe siècle), trad. Chögyam trungpa Rinpoché, Vajradhatu, 1984.
- Tilopa, vie et chants, Yogi Ling, 2010.
- [bKa’-brgyud mGur-mtsho], The Rain of Wisdom, trad. Nâlandâ Translation Committee, Shambala Publications, 1980. (Poésies et chants de Tilopa et de sa lignée).

### Études
- Abhayadatta, La vie merveilleuse de 84 grands sages de l'Inde ancienne (XIe siècle), trad., Seuil, coll. « Points Sagesses », 2005, p. 89-91.
- Fabrice Midal, La pratique de l’éveil de Tilopa à Trungpa : L’école Kagyü du bouddhisme tibétain, Paris, Éditions du Seuil, coll. « Points Sagesses », 1997, 174 p. (ISBN 978-2-02023-673-7), p. 31–45.
- Herbert V. Günther, The Life and Teachings of Nâropa. Translated from Tibetan with Philosopical Commentary based on the Oral Transmissions, Oxford University Press, 1963.